# Loisirs et Pédagogie
 (décembre 2020).
Éditions Loisirs et Pédagogie (LEP) est une maison d'édition lausannoise créée en 1979, spécialisée dans les livres de formation. Elle compte 350 titres à son catalogue actuel et est notamment connue pour la collection « Comprendre » illustrée par Mix & Remix, qui offre une synthèse des différents aspects de la Suisse.

## Historique
Créées en 1979 par Philippe Bürdel, les éditions inaugurent leur catalogue avec des jeux de lecture destinés aux classes du canton de Vaud. Elles se spécialisent dans les ouvrages de formation destinés aux écoles, tels ceux de physique, de chimie, de droit ou d’histoire, tout en publiant aussi des livres pour le grand public, sur les sujets les plus variés.
À la suite du décès de son époux, Nathalie Kücholl Bürdel dirige les éditions depuis 2012.

## Ligne éditoriale
Les Éditions Loisirs et Pédagogie développent cinq collections :
- Apprendre : des supports pédagogiques destinés aux établissements scolaires et aux instituts de formation.
- Grandir : des ouvrages d’activités et d’éveil et des supports pédagogiques pour le développement de l’enfant.
- Découvrir : des livres tout public.
- Comprendre : des ouvrages sur la Suisse illustrés par Mix & Remix.
- Entreprendre : une collection destinée au monde professionnel.

En 2005, Vincent Kucholl, désormais animateur de l’émission 52 minutes et autrefois magasinier de LEP, propose d’actualiser l’ouvrage d’instruction civique qu’il livre. Philippe Bürdel lui lance le défi de le faire. Sous le nom de plume de Vincent Golay et avec les dessins de Mix & Remix, l'ouvrage Institutions politiques suisses voit le jour et sera vendu à plus de 260 000 exemplaires. L’auteur devient par la suite le directeur de la collection « Comprendre », qui inclut des ouvrages comme Histoire suisse, Droit suisse, Économie suisse ou Géographie de la Suisse.
Les éditions ont reçu le prix de la Nouvelle société helvétique en 2013 pour cette collection.
Depuis quelques années, la maison d’édition reste fidèle à sa ligne éditoriale, tout en développant ses titres destinés à la formation continue et post-obligatoire. Paru en 2023, Parlons suisse!, un cahier de français langue étrangère, figure parmi les derniers titres à succès des éditions, ainsi que Le droit du travail en Suisse, réimprimé en 2024.